# George Klir

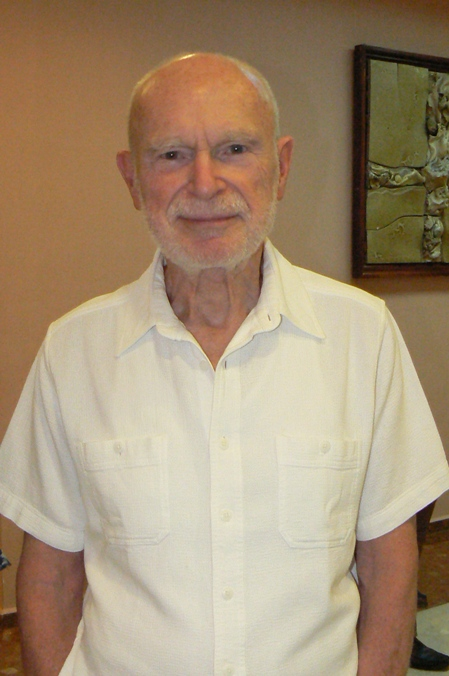
George Klir (2008)

George Jiří Klir (* 22. April 1932 in Prag; † 27. Mai 2016 in Vestal (New York)) war ein tschechisch-US-amerikanischer Informatiker.
Klir studierte Elektrotechnik an der Technischen Universität Prag und wurde 1964 an der Tschechoslowakischen Akademie der Wissenschaften in Informatik promoviert. Nach seiner Emigration in die USA war er zunächst Dozent an der University of California, Los Angeles bei Antonín Svoboda und danach bis 2007 Professor für Systemwissenschaften an der Binghamton University in Binghamton (New York).
George Klir war Ehrendoktor der Universität Ostrava (2003) und der Westböhmischen Universität in Pilsen (2004).